# Nephochaetopteryx paraensis
Nephochaetopteryx paraensis är en tvåvingeart som beskrevs av Carroll William Dodge 1968. Nephochaetopteryx paraensis ingår i släktet Nephochaetopteryx och familjen köttflugor. Inga underarter finns listade i Catalogue of Life.